# Sa (koning)

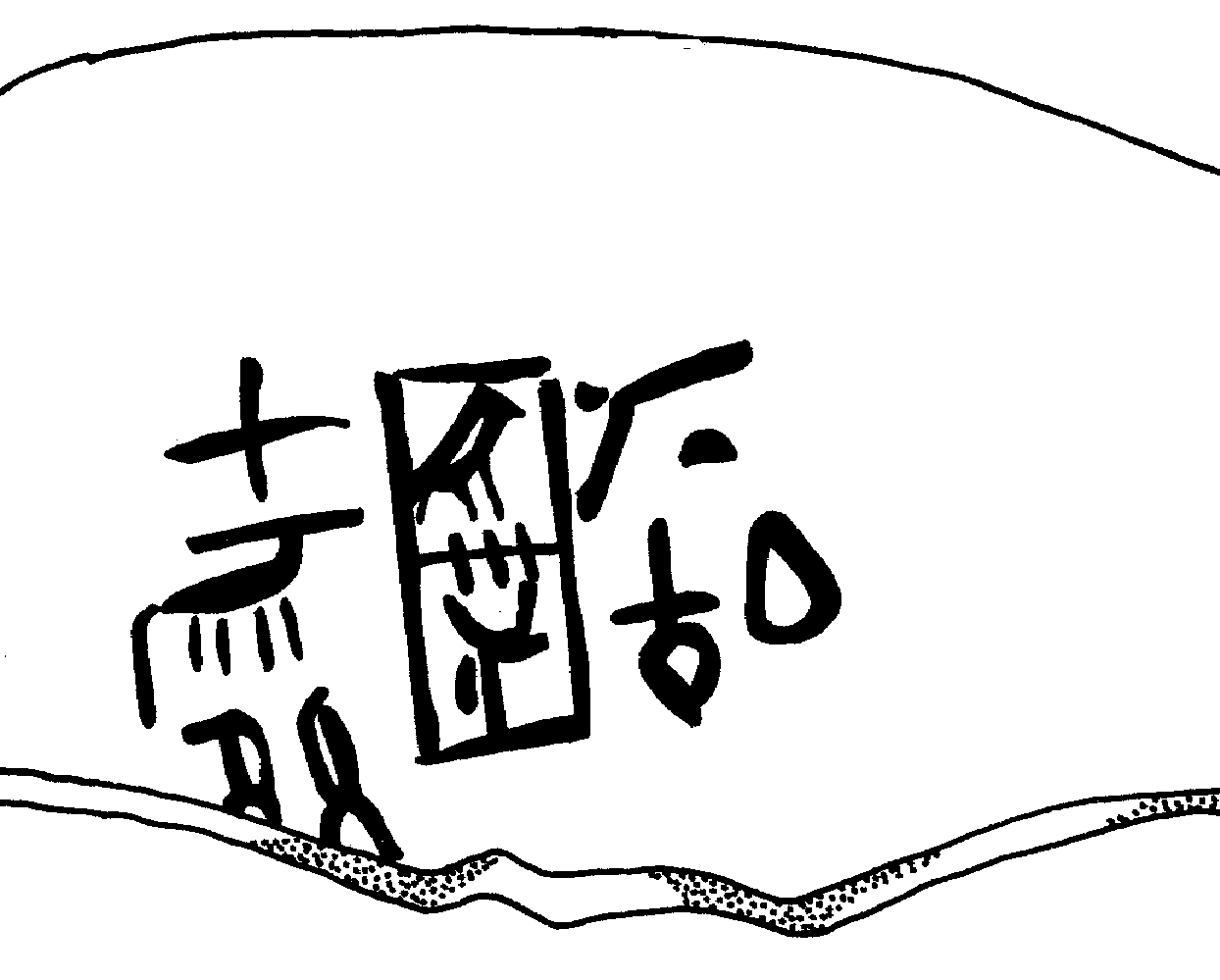
Steenscherf uit de 2e dynastie, die mogelijk de naam van Sa draagt.

Sa (ook Horus Sa, Za en Horus Za) is de naam van een oud-Egyptische koning (farao), die vermoedelijk ten tijde van de 2e of 3e dynastie regeerde.

## Graf
Sa's begraafplaats is onbekend. Nabil Swelim brengt Sa met de onvoltooide aanleg van Gisr el-Mudir in West-Saqqara in verbant.